# Multivarijantna normalna raspodela
U teoriji verovatnoće i statistici, multivarijantna normalna raspodela, multivarijantna Gausova raspodela, ili zajednička normalna raspodela je generalizacija jednodimenzionalne (univarijantne) normalne distribucije na više dimenzija. Jedna definicija je da se randomni vektor smatra k-varijantno normalno distribuiranim ako svaka linearna kombinacija njegovih k komponenata ima univarijantnu normalnu distribuciju. Njen značaj proističe uglavnom iz multivarijantne centralne granične teoreme. Multivarijantna normalna distribucija često se koristi za opisivanje, barem približno, bilo kojeg skupa (mogućih) korelisanih realno-vrednosnih radomnih promenljivih, od kojih se svaka grupiše oko srednje vrednosti.

## Notacija i parametrizacija
Multivarijantna normalna distribucija k-dimenzionalnog randomnog vektora {\displaystyle \mathbf {X} =(X_{1},\ldots ,X_{k})} može se zapisati na sledeći način:
{\displaystyle \mathbf {X} \ \sim \ {\mathcal {N}}({\boldsymbol {\mu }},\,{\boldsymbol {\Sigma }}),}
ili da se naglasi da je X k-dimenziono,
{\displaystyle \mathbf {X} \ \sim \ {\mathcal {N}}_{k}({\boldsymbol {\mu }},\,{\boldsymbol {\Sigma }}),}
sa k-dimenzionim srednjim vektorom
{\displaystyle {\boldsymbol {\mu }}=\operatorname {E} [\mathbf {X} ]=(\operatorname {E} [X_{1}],\operatorname {E} [X_{2}],\ldots ,\operatorname {E} [X_{k}]),}
i {\displaystyle k\times k} kovarijantnom matricom
{\displaystyle \Sigma _{i,j}:=\operatorname {E} [(X_{i}-\mu _{i})(X_{j}-\mu _{j})]=\operatorname {Cov} [X_{i},X_{j}]}
takvom da {\displaystyle 1\leq i,j\leq k.} Inverzna matrica kovarijantne matrice se zove matrica preciznosti i označava se sa {\displaystyle {\boldsymbol {Q}}={\boldsymbol {\Sigma }}^{-1}}.

## Definicije

### Standardni normalni randomni vektor
Realni randomni vektor {\displaystyle \mathbf {X} =(X_{1},\ldots ,X_{k})^{\mathrm {T} }} se zove standardni normalni randomni vektor ako su sve njegove komponente {\displaystyle X_{n}} nezavisne i svaka je normalno distribuirana randomna promenljiva sa nultom srednjom vrednosti i jediničnom varijansom, i.e. ako {\displaystyle X_{n}\sim \ {\mathcal {N}}(0,1)} za svako {\displaystyle n}.‍:p. 454

### Centrirani normalni randomni vektor
Realni randomni vektor {\displaystyle \mathbf {X} =(X_{1},\ldots ,X_{k})^{\mathrm {T} }} se zove centrirani normalni randomni vektor ako postoji deterministička {\displaystyle k\times \ell } matrica {\displaystyle {\boldsymbol {A}}} takva da {\displaystyle {\boldsymbol {A}}\mathbf {Z} } ima istu distribuciju kao {\displaystyle \mathbf {X} } gde je {\displaystyle \mathbf {Z} } standardni normalni randomni vektor sa {\displaystyle \ell } komponenata.‍:p. 454

### Normalni randomni vektor
Realni randomni vektor {\displaystyle \mathbf {X} =(X_{1},\ldots ,X_{k})^{\mathrm {T} }} se zove normalni randomni vektor ako postoji randomni {\displaystyle \ell }-vektor {\displaystyle \mathbf {Z} }, koji je standardni normalni randomni vektor, {\displaystyle k}-vektor {\displaystyle \mathbf {\mu } }, i {\displaystyle k\times \ell } matrica {\displaystyle {\boldsymbol {A}}}, takva da je {\displaystyle \mathbf {X} ={\boldsymbol {A}}\mathbf {Z} +\mathbf {\mu } }.‍:p. 454‍:p. 455
Formalno:
| {\displaystyle \mathbf {X} \ \sim \ {\mathcal {N}}(\mathbf {\mu } ,{\boldsymbol {\Sigma }})\quad \iff \quad {\text{postoji }}\mathbf {\mu } \in \mathbb {R} ^{k},{\boldsymbol {A}}\in \mathbb {R} ^{k\times \ell }{\text{ takvo da je }}\mathbf {X} ={\boldsymbol {A}}\mathbf {Z} +\mathbf {\mu } {\text{ za }}Z_{n}\sim \ {\mathcal {N}}(0,1),{\text{i.i.d.}}} |

Kovarijantna matrica je {\displaystyle {\boldsymbol {\Sigma }}={\boldsymbol {A}}{\boldsymbol {A}}^{\mathrm {T} }}.
U degenerativnom slučaju gde je kovarijantna matrica singularna, korespondirajuća distribucija nema gustinu. Ovaj slučaj se često pojavljuje u statistici; na primer, u raspodeli vektora reziduala u regresiji običnih najmanjih kvadrata. Takođe treba imati na umu da {\displaystyle X_{i}} uglavnom nisu nezavisni; oni se mogu videti kao rezultat primene matrice {\displaystyle {\boldsymbol {A}}} na kolekciju nezavisnih Gausovih promenljivih {\displaystyle \mathbf {Z} }.

### Ekvivalentne definicije
Sledeće definicije su ekvivalentne sa gornjom definicijom. Randomni vektor {\displaystyle \mathbf {X} =(X_{1},\ldots ,X_{k})^{T}} ima multivarijatnu normalnu distribuciju ako zadovoljava jedan od sledećih uslova.
- Svaka linearna kombinacija {\displaystyle Y=a_{1}X_{1}+\cdots +a_{k}X_{k}} njegovih komponenti je normalno distribuirana. Drugim rečima, za svaki konstantni vektor {\displaystyle \mathbf {a} \in \mathbb {R} ^{k}}, randomna promenljiva {\displaystyle Y=\mathbf {a} ^{\mathrm {T} }\mathbf {X} } ima univarijatnu normalnu distribuciju, gde je univarijatna normalna distribucija sa nultom varijansom tačka mase na svojoj srednjoj vrednosti.
- Postoji k-vektor {\displaystyle \mathbf {\mu } } i simetrična, pozitivna poludefinitivna {\displaystyle k\times k} matrica {\displaystyle {\boldsymbol {\Sigma }}}, takva da karakteristična funkcija od {\displaystyle \mathbf {X} } je

{\displaystyle \varphi _{\mathbf {X} }(\mathbf {u} )=\exp {\Big (}i\mathbf {u} ^{T}{\boldsymbol {\mu }}-{\tfrac {1}{2}}\mathbf {u} ^{T}{\boldsymbol {\Sigma }}\mathbf {u} {\Big )}.}
Sferina normalna distribucija može da bude karakterisana kao jedinstvena distribucija, pri čemu su komponente nezavisne u svakom ortogonalnom koordinatnom sistemu.

## Literatura
- Rencher, A.C. (1995). Methods of Multivariate Analysis. New York: Wiley.
- Tong, Y. L. (1990). The multivariate normal distribution. Springer Series in Statistics. New York: Springer-Verlag. ISBN 978-1-4613-9657-4. doi:10.1007/978-1-4613-9655-0.
- Dawid, A.P. (1981). „Some matrix-variate distribution theory: Notational considerations and a Bayesian application”. Biometrika. 68 (1): 265–274. JSTOR 2335827. MR 614963. doi:10.1093/biomet/68.1.265.
- Dutilleul, P (1999). „The MLE algorithm for the matrix normal distribution”. Journal of Statistical Computation and Simulation. 64 (2): 105–123. doi:10.1080/00949659908811970.
- Arnold, S.F. (1981), The theory of linear models and multivariate analysis, New York: John Wiley & Sons, ISBN 0471050652
- Goodman, N.R. (1963). „Statistical analysis based on a certain multivariate complex Gaussian distribution (an introduction)”. The Annals of Mathematical Statistics. 34 (1): 152—177. JSTOR 2991290. doi:10.1214/aoms/1177704250 .
- Picinbono, Bernard (1996). „Second-order complex random vectors and normal distributions”. IEEE Transactions on Signal Processing. 44 (10): 2637—2640. doi:10.1109/78.539051.
- Wollschlaeger, Daniel. "ShotGroups." Hoyt. RDocumentation, n.d. Web. https://www.rdocumentation.org/packages/shotGroups/versions/0.7.1/topics/Hoyt.
- Gallager, Robert G (2008). "Circularly-Symmetric Gaussian Random Vectors." (n.d.): n. pag. Pre-print. Web. 9 http://www.rle.mit.edu/rgallager/documents/CircSymGauss.pdf%5B%5D.
- Mahalanobis, Prasanta Chandra (1936). „On the generalised distance in statistics” (PDF). Proceedings of the National Institute of Sciences of India. 2 (1): 49—55. Приступљено 2016-09-27.
- De Maesschalck, R.; Jouan-Rimbaud, D.; Massart, D. L. (2000). „The Mahalanobis distance”. Chemometrics and Intelligent Laboratory Systems. 50 (1): 1—18. doi:10.1016/s0169-7439(99)00047-7.
- Kim, M. G. (2000). „Multivariate outliers and decompositions of Mahalanobis distance”. Communications in Statistics – Theory and Methods. 29 (7): 1511—1526. S2CID 218567835. doi:10.1080/03610920008832559.
- Kessy, Agnan; Lewin, Alex; Strimmer, Korbinian (2018-10-02). „Optimal Whitening and Decorrelation”. The American Statistician. 72 (4): 309—314. ISSN 0003-1305. S2CID 55075085. doi:10.1080/00031305.2016.1277159.
- Hubert, Mia; Debruyne, Michiel (2010). „Minimum covariance determinant”. WIREs Computational Statistics (на језику: енглески). 2 (1): 36—43. ISSN 1939-5108. S2CID 123086172. doi:10.1002/wics.61.
- Van Aelst, Stefan; Rousseeuw, Peter (2009). „Minimum volume ellipsoid”. Wiley Interdisciplinary Reviews: Computational Statistics (на језику: енглески). 1 (1): 71—82. ISSN 1939-5108. S2CID 122106661. doi:10.1002/wics.19.
- Etherington, Thomas R. (2021-05-11). „Mahalanobis distances for ecological niche modelling and outlier detection: implications of sample size, error, and bias for selecting and parameterising a multivariate location and scatter method”. PeerJ (на језику: енглески). 9: e11436. ISSN 2167-8359. doi:10.7717/peerj.11436.
- McLachlan, Geoffrey (4. 8. 2004). Discriminant Analysis and Statistical Pattern Recognition. John Wiley & Sons. стр. 13—. ISBN 978-0-471-69115-0.
- Etherington, Thomas R. (2019-04-02). „Mahalanobis distances and ecological niche modelling: correcting a chi-squared probability error”. PeerJ (на језику: енглески). 7: e6678. ISSN 2167-8359. PMC 6450376 . PMID 30972255. doi:10.7717/peerj.6678.
- Farber, Oren; Kadmon, Ronen (2003). „Assessment of alternative approaches for bioclimatic modeling with special emphasis on the Mahalanobis distance”. Ecological Modelling (на језику: енглески). 160 (1–2): 115—130. doi:10.1016/S0304-3800(02)00327-7 .
- Kritzman, M.; Li, Y. (2019-04-02). „Skulls, Financial Turbulence, and Risk Management”. Financial Analysts Journal (на језику: енглески). 66 (5): 30—41. S2CID 53478656. doi:10.2469/faj.v66.n5.3.
- „Portfolio Optimizer”. portfoliooptimizer.io/. Приступљено 2022-04-23.
- Kotz, Samuel; Nadarajah, Saralees (2004). Multivariate t Distributions and Their Applications. Cambridge University Press. ISBN 978-0521826549.
- Cherubini, Umberto; Luciano, Elisa; Vecchiato, Walter (2004). Copula methods in finance. John Wiley & Sons. ISBN 978-0470863442.
- Roth, Michael (17. 4. 2013). „On the Multivariate t Distribution” (PDF). Automatic Control group. Linköpin University, Sweden. Архивирано (PDF) из оригинала 31. 7. 2022. г. Приступљено 1. 6. 2022.
- Botev, Z. I.; L'Ecuyer, P. (6. 12. 2015). „Efficient probability estimation and simulation of the truncated multivariate student-t distribution”. 2015 Winter Simulation Conference (WSC). Huntington Beach, CA, USA: IEEE. стр. 380—391. doi:10.1109/WSC.2015.7408180.
- Genz, Alan (2009). Computation of Multivariate Normal and t Probabilities. Lecture Notes in Statistics. 195. Springer. ISBN 978-3-642-01689-9. doi:10.1007/978-3-642-01689-9. Архивирано из оригинала 2022-08-27. г. Приступљено 2017-09-05.
- Muirhead, Robb (1982). Aspects of Multivariate Statistical Theory. USA: Wiley. стр. 32—36 Theorem 1.5.4. ISBN 978-0-47 1-76985-9.
- Cornish, E A (1954). „The Multivariate t-Distribution Associated with a Set of Normal Sample Deviates.”. Australian Journal of Physics. 7: 531—542. doi:10.1071/PH550193 .